# Charles Nduka
Charles Nduka (japanisch ンドカ チャールス Nduka Charles; * 8. August 1998 in der Präfektur Saitama) ist ein japanischer Fußballspieler.

## Karriere
Charles Nduka erlernte das Fußballspielen in der Universitätsmannschaft der Josai University. Seinen ersten Profivertrag unterschrieb er am 1. Februar 2021 bei YSCC Yokohama. Der Verein aus Yokohama spielte in der dritten japanischen Liga, der J3 League. Sein Drittligadebüt gab Charles Nduka am 21. März 2021 im Heimspiel gegen Kataller Toyama. Hier stand er in der Startformation und spielte die kompletten 90 Minuten. Für Yokohama stand er 22-mal in der dritten Liga auf dem Spielfeld. Im Januar 2022 wechselte er für zwei Spielzeiten nach Gifu zum Ligakonkurrenten FC Gifu. Hier bestritt er 63 Ligaspiele. Im Januar 2024 unterschrieb er einen Vertrag beim Zweitligisten Kagoshima United FC. Am Ende der Saison 2024 belegte er mit Kagoshima den 19. Tabellenplatz und musste somit in die dritte Liga absteigen.

## Sonstiges
Charles Nduka ist der Sohn eines Nigerianers und einer Japanerin und er ist der Bruder von Boniface Nduka.